# Popoh (Selopuro)
Popoh is een bestuurslaag in het regentschap Blitar van de provincie Oost-Java, Indonesië. Popoh telt 4994 inwoners (volkstelling 2010).